# Саравак (річка)
Саравак, також Сунгай-Саравак (малай. Sungai Sarawak) — річка на острові Борнео, на території штату Саравак у Малайзії. Тече з півдня на північ, має низку приток, впадає до Південнокитайського моря. Довжина річки складає близько 120 км, площа басейну — понад 2400 км². На річці розташована столиця та найбільше місто Сараваку Кучинг. Для захисту міста від припливів у 1990-ті роки було побудовано дамбу.
У 2015 році ступінь забруднення вод річки викликав місцевий політичний скандал у Сараваку.